# Софроніївський монастир
Різдва Богородиці Софронієво-Молченський чоловічий монастир УПЦ  — православний чоловічий монастир в Україні, розташований на горі Чудна в селі Нова Слобода Сумської області. Заснований близько 1630 року, занедбаний у радянські часи, повернутий за незалежності України релігійній громаді й відреставрований у 1999 році. Належить УПЦ

## Опис комплексу Софроніївського монастиря
Архітектурний комплекс Софроніївського монастиря формують декілька споруд, центральною з яких вважається Надбрамна Покровська церква. Ця церква — двоповерхова, тридільна та трибанна, виконана в стилі українського бароко. У храмовій споруді можна простежити риси сучасних архітектурних прийомів: граційно вигнуті карнизи, тонкі пілястри, пишні лиштви тощо.
Ліворуч від Надбрамної церкви міститься корпус чернечої трапезної. Він цікавий тим, що з боку монастирського подвір'я здається одноповерховим, а якщо підійти ближче, двоповерховим. Зоровий ефект зумовлено тим, що трапезна розташована на пагорбі. Двостовпова зала трапезної є унікальною в українській архітектурі.
Неподалік від трапезної розташовано колишній лікарняний корпус, збудований у «неоросійському» (або псевдоросійському) стилі. Це виявилося в притаманних цьому стилю стилізаціях карнизів, напівколон, склепінь тощо.
Також на території монастирського комплексу є настоятельський корпус, що теж був збудований в «неоросійському» стилі. Цей корпус відомий під назвою храму Пророка Іллі.
Навпроти храму розташована капличка Божої Матері.
Софроніївський монастир має і підземну частину — печерний комплекс, маловивчений на сьогодні. Зокрема, вдалося дослідити допіру незначну частину підземних ходів. Наприклад, на східних схилах Софроніївського монастиря виявлено два досі невідомі ходи. Очевидці стверджують, що вони нагадують підземну частину Києво-Печерської лаври, а саме Дальні та Ближні печери.

## Історія

### Заснування
Точної дати створення монастиря та імена його засновників невідомі. За переказами, перші монахи оселилися на горі Чудна у XI—XIII століттях. В «Історико-статистичному описі Софроніївської пустині» за 1837 рік стверджується, що монастир був започаткований ще за доби хрещення Русі. Також можливо, що його заснували грецькі монахи, які прибули з митрополитом Михайлом. За іншою ж версією, монастир був заснований уже на час приходу на Русь християнства за правління князя Володимира (980–1015 роки).
Існує також версія пізнішого заснування Софроніївської пустині — начебто її створили монахи Києво-Печерської лаври, що залишили Київ через навалу орд монголо-татар, які у 1240 році майже дощенту знищили місто та його святині, як про цю трагедію подано звістку в літописі (цитата подається відповідно до норм сучасної літературної української мови):
|  | І зчинився страх і жах великий, коли не тільки кияни тікали з Києва, але й іноки Феодосієвого монастиря (тобто Києво-Печерської лаври) |

В «Описі Софроніївої пустині і скита при ній», виданому у 1910 році, наведено безліч цікавих витягів зі старовинних літописів та документів. В одному з таких уривків мовиться, що два монахи прийшли з Києва до Софроніївської пустині, де знайшли собі печеру, яку перетворили на скит. Але найцікавішим лишається те, що створення цього документу відносять до тієї доби, коли Київ ще не було зруйновано кочівниками. Так чи інакше, але найвірогіднішим видається, що саме монахи Києво-Печерської лаври, рятуючись від загарбників, заснували Софроніївську пустинь. Вони оселилися на Чудній горі, назвавши її так, можливо, через великий ліс та незрівняну красу природи цієї місцини.
Відомо, що за правління литовського князя Олександра-Ольгерда (1345–1377 р.р.) на цьому місці вже був монастир, яким керував архімандрит Філарет. Наприкінці XIV століття пустинь зазнала набігу кочівників-тюрків, що пограбували й вщент зруйнували обитель.

Софроніївський монастир (1889). Літографія

Переказують, що восени 1405 року на Чудній горі, над болотом Молче, з'явилася чудотворна ікона Пресвятої Богородиці. Це місце — за 20 верст на схід від Путивля, і тоді входило до Путивльської волості. Місцеві жителі одразу ж помітили святиню. Знову ж таки, за деякими переказами, її виявив бортник. На місці чудодійної знахідки люди поставили невелику дерев'яну церкву Пресвятої Богородиці. З часом біля неї почали селитися ченці-пустельники, ладнаючи тут неподалік печери на схилах пагорбів для проживання й постійних молитов. Згодом тут власне і виник невеликий монастир. Його назвали Мовчанською Різдва Богородиці пустинню.
У XVI столітті пустинь розрослася, й перетворилася на більший монастир-острог, тому ченці, що в ньому проживали, придбали декілька «осадних дворів», де поставили церкву Флора і Лавра та звели в острозі храм Різдва Богородиці (приблизно у 1580-х роках).
Однак монастир, що розбудовувався, у 1592 році був спалений татарами. Ченці, що вижили, у наступному 1593-му році (за іншими даними аж у 1605-му) на чолі з ігуменом Пафнутієм, переселилися до Путивля, де перетворили монастирське подвір'я на Мовчанський монастир. Колишня пустинь перейшла у володіння нового монастиря, а пізніше перетворилася на його пасіку. Попри часті набіги татар і в подальшому, монастир продовжував існувати й був одним з «оплотів православ'я» на українських землях. За ігумена Іллі Мовчанська Печерська пустинь стала самостійним Путивльським Мовчанським монастирем. Цей привілей був наданий патріархом Іовою 5 вересня 1597 року.
У 1605 році Софроніївський монастир був пограбований військом Лжедмитрія I, що прямувало до Москви. Цікаво, що в складі війська, зокрема, нараховувалося 2000 донських козаків.

### Розквіт

Головний вхід до Софроніївського монастиря. Фото початку ХХ століття

XVII та XVIII століття були періодом розквіту Софроніївської пустині. У 1630 році на території монастиря спорудили першу муровану церкву Різдва Богородиці, а 1653 року біля неї було відновлено знищений у минулому монастир. Щоб люди не плуталися у назвах, Путивльський монастир став іменуватися Великим Мовчанським, а відновлений стали називати Малим Мовчанським.

Вигляд Софроніївського монастиря на початку ХХ століття

Також відомо, що ігуменом монастиря став ієромонах Софроній (в миру — Стефан Батоврін), який до цього був його будівничим. За Софронія монастир став найвідомішим на Посем'ї, дістав багату вотчину, розширивши свою територію. Тут зводилися муровані та дерев'яні церкви. При ньому монастир фактично отримав незалежність від міського монастиря і став одним з найбільших в тодішній Росії. За великі заслуги ігумена Софронія, монастир згодом стали називати Софроніївським, а після смерті Софронія у 1692 році ця назва стала офіційною.
1672 року в монастирі знайшов притулок Семен Медведєв (1640–1691), один з найвизначніших московських дисидентів XVII століття.
Пустинь стала настільки відомою, що начебто сама імператриця Російської імперії Єлизавета Петрівна виявила бажання його відвідати. За легендою, у 1744 році, їдучи до Києва, вона спеціально змінила маршрут і поїхала до Софроніївської пустині. Прибувши до монастиря, володарка взяла участь в освяченні нових церковних споруд.
1757 року було збудовано Надбрамну Покровську церкву. А від 1758 року до Софроніївської пустині було приєднано Путивльський Борисоглібський монастир разом з його маєтностями.

### Початок кінця

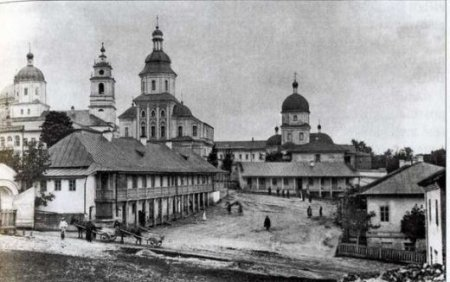
Територія Софроніївського монастиря (вигляд з подвір'я) на початок ХХ століття

У XIX столітті чисельність ченців Софроніївського монастиря зросла до кількох сотень, відтак монастир і надалі розширював свої володіння. Збереглися свідчення, що церковники в той час нерідко використовували свій сан задля власної вигоди, навіть покріпачених селян, що жили навколо монастиря, почали називати «горюнами», бо ченці їх нещадно експлуатували, а подеколи і знущалися — за переказами, для ігумена запрягали в карету селян, котрі мусили тягнути його за 20 верст до міста. Існують твердження, що в навколишніх селах Софроніївський монастир не любили, про це, зокрема, свідчать дані історика Івана Рябініна.
За свідченнями 1908 року, в монастирі була 61 споруда, тут служило 108 монахів і 145 послушників.
Починаючи з 1911 року в монастирі почав функціонувати лікарняний корпус, що під час Першої світової війни надавав допомогу російським солдатам та місцевим жителям. Від 1915 року при монастирі існувала безкоштовна їдальня, де їжу міг отримати кожний нужденний. Був створений також притулок для дітей загиблих солдатів. Монастир перед лицем соціальних катаклізмів, як духовний центр, очевидно, був авторитетним осередком серед місцевого люду, проте, подальші ще більші соціальні катаклізми та пертуртації непростого XX століття призвели обитель до спустошення й занепаду.

### Занепад

Румовища надбрамної Покровської церкви до реставрації

Таку визначну для лібералізації життя в Російській імперії подію як повалення монархії кожен зрозумів по-своєму. Хтось, як наприклад озброєні і безконтрольні солдати, намагався отримати максимум в непевних обставинах міжчасся. Ось що повідомляла газета «Курські єпархіальні відомості» в ті роки (переклад українською):
|  | В Курській єпархії тільки за останній місяць 1917 року були пограбовані озброєними солдатами Путивльська Софроніївська і Білгородська Миколаївська пустині, Льговський жіночий монастир... |

Після поразки Визвольних змагань країна потонула в більшовицькому мракобіссі. Тоді було знищено, зокрема, й велике число православних святинь, пам'яток образотворчого мистецтва та літератури, а нерідко їх авторів та заразом і осіб, що чинили спротив діям із нищення культурного та духовного надбання. Не оминули ці події Мовчанську Софроніївську пустинь.
Зимової днини 15 лютого 1919 року (на Стрітення) до монастиря прибула комісія Путивльського ревкому з невеликим загоном червоноармійців, завданням яких було в будь-який спосіб отримати монастирські скарби. Однак щось їм завадило здійснити свій задум саме того дня, і вони вирішили відкласти контрибуцію цінностей на наступний день. А тим часом ченці за ніч спромоглися заховати всі коштовності, а один з послушників навіть вчинив напад на одного з солдатів й намагався відібрати зброю, за що поплатився власним життям. Вранці ж до стін монастиря зійшлися місцеві селяни, що їх покликали ченці, щоб стати на його оборону. Більшовикам довелося тимчасово відступитися від запланованого, та вже на початку 20-х років радянська влада закрила Софроніївський монастир. Доля ченців була трагічною: декого вигнали, а декого вбили або відправили на заслання.
Відтак, монастирські мури, собор, збудований 1630 року, дві церкви того ж періоду будівництва, було знищено, частково засипали печери. Більшовики на цьому не зупинилися — були спалені монастирські літописи і документи. Довгі роки по тому на місці пустині були самі́ румовища. Згодом колишній монастир перетворили на дитячий будинок для вивезених з охопленого голодом Поволжя дітей, а від 1937 року сюди почали звозити дітей з Іспанії. Та вже незабаром приміщення колишнього монастиря взялися використовувати НКВСівці, що із святині обернули його на концентраційний табір, де тримали понад тисячу польських військовополонених.
Під час Другої Світової війни монастирські будівлі використовували для своїх потреб радянські партизани під проводом Сидора Ковпака.
А у перші повоєнні роки руїни, що лишилися від Софроніївського монастиря, почали розбирати на цеглу для свинарників, колгоспних будівель та промислових об'єктів. Так, бульдозерами було зрівняно із землею храм Різдва Пресвятої Богородиці, а на його місці з'явилася ділянка для випасу колгоспної худоби.

### Відродження
Нарешті 1989 року Сумський облвиконком узяв під охорону держави, внісши до відповідного переліку пам'яток, надбрамну церкву, трапезну, огорожу з брамою і настоятельський корпус Софроніївського монастиря. Проте охоронних табличок тоді не встановили через брак коштів. Справжнє ж відродження обителі почалося вже за незалежної України — від 1999 року, коли започаткували роботи з відбудови собору Різдва Пресвятої Богородиці, Успенської церкви та з реставрації храму Іллі Пророка, Покровської надбрамної церкви та трапезної. Оскільки декілька печерних комплексів монастиря збереглося, частину з них розчистили та дослідили. Решта ж підземних ходів, свого часу засипаних більшовиками, дотепер лишились не вивченими.
У тому ж 1999 році вперше за такий тривалий період часу, до руїн монастиря прибув архімандрит Герман з послушниками. Ченці власноруч розчищали румовища та відремонтували декілька келій, у яких кілька з них оселилися. В приміщенні лікарняної церкви почали правити службу. Згодом було відновлено печерну церкву та окремі підземні ходи.
Кошти на відновлення монастиря були виділені фондом «Вічність».

Архімандрит Герман

У 2001 році монастирю було подаровано ікону Іверської Божої Матері, яка, на жаль, за рік безслідно зникла. Її, ікону, було знайдено випадково, серед старих речей у одному старому хліві. Ніхто не міг упізнати в старій та зчорнілій дошці чудотворну ікону. Та одного разу під час свята Великої Пасхи один господар зайшов до своєї старої, вже закинутої будівлі, й побачив, що на дошці в дивовижний спосіб проявився о́браз Божої Матері. Витерши з ікони пил, той чоловік зрозумів, що вона належить Софроніївському монастирю (на ній був напис), і 19 травня її було передано до обителі.
У 2002 році до Софроніївської пустині прибули митрополит Київський і всієї України Блаженійший Володимир, тодішній голова Сумської обласної державної адміністрації Володимир Щербань, єпископ Сумський та Охтирський Іова та єпископ Конотопський і Глухівський Інокентій. Митрополит Володимир освятив джерело з цілющою водою та поблагословив початок відбудови храму Різдва Пресвятої Богородиці, а єпископ Інокентій вклав капсулу зі святими мощами у фундамент храму.
27 лютого 2004 року пустинь відвідав Президент України Леонід Кучма. Голову держави відвідини монастиря вразили, на згадку про цей візит він подарував настоятелю Софроніївського монастиря, архімандритові Герману, ікону «Микола Чудотворець з житієм».
1 жовтня 2005 року виповнилося шістсот років від дня, коли була знайдена Мовчанська чудотворна ікона, яка власне й дала початок заснуванню монастиря і тривалий час залишалася його головною святинею.
У травні 2007 року на початковій стадії загально-української культурної акції «Сім чудес України» Софроніївський монастир (разом із Пам'ятником мамонтові та Круглим двором) за оцінками експертів увійшов до трійки «чудес» від Сумщини у «топ-100» найдивовижніших об'єктів України.
14 жовтня 2010 року, на свято Покрови Пресвятої Богородиці, було урочисто освячено надбрамну церкву монастиря. Божественну літургію відслужили архієпископ Лука, новий настоятель Софроніївського монастиря архімандрит Микола (Поліщук), який замінив отця Германа, та інші.

## Господарство монастиря
У наш час Софроніївському монастирю було виділено близько 10 га землі, де монахи саджають та вирощують картоплю й інші овочеві культури. Ченці тримають для своїх потреб худобу — корів і коней. У монастиря є своя пасіка та 8 старих монастирських садів, яким мешканці обителі подарували друге життя. Відомо ж бо, що у XVIII столітті монастирський сад був славний на всю імперію, а фрукти з нього постачались до столу російської імператриці Єлизавети.

## Галерея

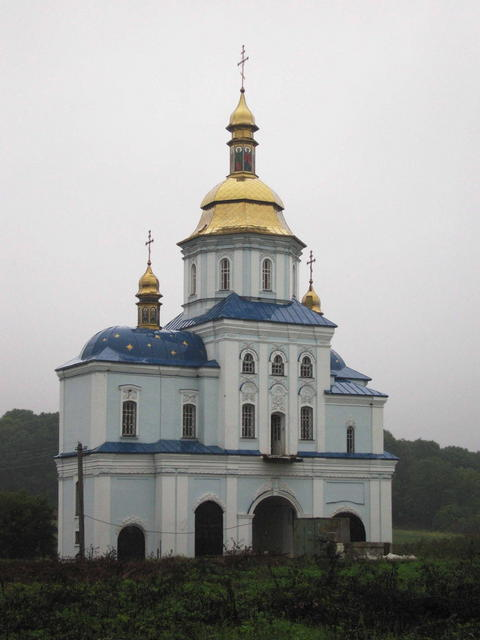
Надбрамна Покровська церква